# 상트르 피에르 샤르보노
상트르 피에르 샤르보느(Centre Pierre Charbonneau)는 캐나다 퀘벡주 몬트리올에 위치한 실내 경기장이다. 과거 NBL 캐나다 몬트리올 재즈의 홈경기장으로 사용했다.